# Národní park Quiçama
Quiçama (výslovnost [kisama]) je národní park v Angole o rozloze 9960 km². Nachází se v provincii Bengo 75 km jižně od Luandy a je ohraničen Atlantikem na západě, řekou Kwanza na severu a řekou Longa na jihu. Na mořském pobřeží se nacházejí mangrovy, podél řek leží rozsáhlé pravidelně zaplavované nížiny, ve vnitrozemí dominuje suchá lesnatá savana zvaná miombo podle domorodého názvu nejhojnějšího stromu brachystegie. Typickými živočichy jsou slon africký, hroch obojživelný, antilopa losí, antilopa koňská a levhart. Oblast byla v roce 1938 vyhlášena portugalskou koloniální správou za rezervaci divoké zvěře a v roce 1957 povýšena na národní park. Většina původní fauny byla vybita v době občanské války, o obnovu parku se snaží nadace Kissama Foundation založená v roce 1996. Díky jejím aktivitám byla dovezena zvěř z Jihoafrické republiky a Botswany a vybudovány bungalovy pro návštěvníky.